# Doyenné de Roubaix
Le doyenné de Roubaix est une des 14 circonscriptions ecclésiales de l'archidiocèse de Lille en France. Il regroupe, depuis 2015, les douze paroisses catholiques de la ville de Roubaix et de dix communes environnantes, toutes dans le département du Nord.

## Subdivisions
- Paroisse Bienheureux Charles de Foucauld[3] : regroupe les églises du Sacré-Cœur de Roubaix, église St Vincent de Paul de Roubaix, Saint-Antoine de Roubaix, Saint-François de Roubaix, Saint-Joseph de Roubaix et l'église du Saint-Sépulcre de Roubaix.
- Paroisse de l'Épiphanie[4] : regroupe les églises Notre-Dame-de-Lourdes de Roubaix, Saint-Martin de Croix, Saint-Pierre de Croix et la chapelle du Croquet.
- Paroisse de la Fraternité : regroupe l'église Sainte-Élisabeth et l'église du Saint-Rédempteur.
- Paroisse Notre-Dame de Czestochowa : paroisse polonaise de Roubaix, église Notre-Dame de Czestochowa.
- Paroisse Notre-Dame de l’Alliance : église Sainte-Bernadette de Roubaix
- Paroisse Saint-Martin : église Saint-Martin de Roubaix.
- Paroisse de la Trinité[5] : regroupe les églises Saint-Jean-Baptiste de Roubaix et Saint-Paul de Hem.
- Paroisse de la Bonne Nouvelle[6] : regroupe les églises Saint-Corneille de Hem, Saint-Joseph de Hem, la chapelle Sainte-Thérèse-de-l'Enfant-Jésus et de la Sainte-Face de Hem et l'église Saint-Jean-Baptiste de Forest-sur-Marque.
- Paroisse de l'Espérance[7] : regroupe les églises Saint-Philippe de Lannoy, Saint-Vaast de Leers, Saint-Luc de Lys-lez-Lannoy, Saint-Pierre de Sailly-lez-Lannoy, Saint-Denis de Toufflers et la chapelle Saint-Éloi de Toufflers.
- Paroisse Frédéric Ozanam[8] : regroupe les églises du Sacré-Cœur de Wasquehal, Saint-Clément de Wasquehal et Saint-Nicolas de Wasquehal.
- Paroisse Saint-François : regroupe les églises du Christ-Roi de Wattrelos, de la Sainte-Famille de Wattrelos, Saint-Maclou de Wattrelos, Sainte-Thérèse de Wattrelos, Saint-Vincent-de-Paul de Wattrelos et l'espace paroissial Saint-Pierre de Wattrelos.